# فیش کریک، ویکتوریا
فیش کریک (به انگلیسی: Fish Creek) یک شهرک در استرالیا است که در ویکتوریا (استرالیا) واقع شده‌است.